# さよならをいう気もない
「さよならをいう気もない」（さよならをいうきもない）は、沢田研二の18枚目のシングル。1977年2月1日にポリドール・レコードより発売された。

## 収録曲
- 全曲、作詞：阿久悠／作曲：大野克夫

1. さよならをいう気もない（3分46秒）
  - 編曲:船山基紀
2. つめたい抱擁（4分10秒）
  - 編曲:川口真

## 参加ミュージシャン
- ケニー・ウッド・オーケストラ

## 沢田研二の関連作品
- 思いきり気障な人生